# Harald Ohly
Carl Harald Arthur Wilhelm Ohly, född 1 juli 1923 i Stockholm, död 13 december 2011 i Upplands Väsby, var en svensk präst. Han är far till politikern Lars Ohly.
Ohly var son till kyrkoherde Emil Ohly, som kom från Tyskland, och Ingeborg Westerström. Han avlade studentexamen 1942, blev filosofie kandidat vid Stockholms högskola 1949 och teologie kandidat vid Uppsala universitet 1951. Han blev pastorsadjunkt i Spånga 1951, kyrkoadjunkt i Utö församling 1952, pastorsadjunkt i Maria Magdalena församling i Stockholm 1952, kyrkoadjunkt i Spånga församling 1953, stiftsadjunkt i Stockholms stift 1960, komminister i Östra Ryds församling 1967 och var kyrkoherde i Ekerö församling från 1973.
Harald Ohly tillhörde den svenska högkyrkligheten och var kvinnoprästmotståndare.